# Matrius Progressives de Raven

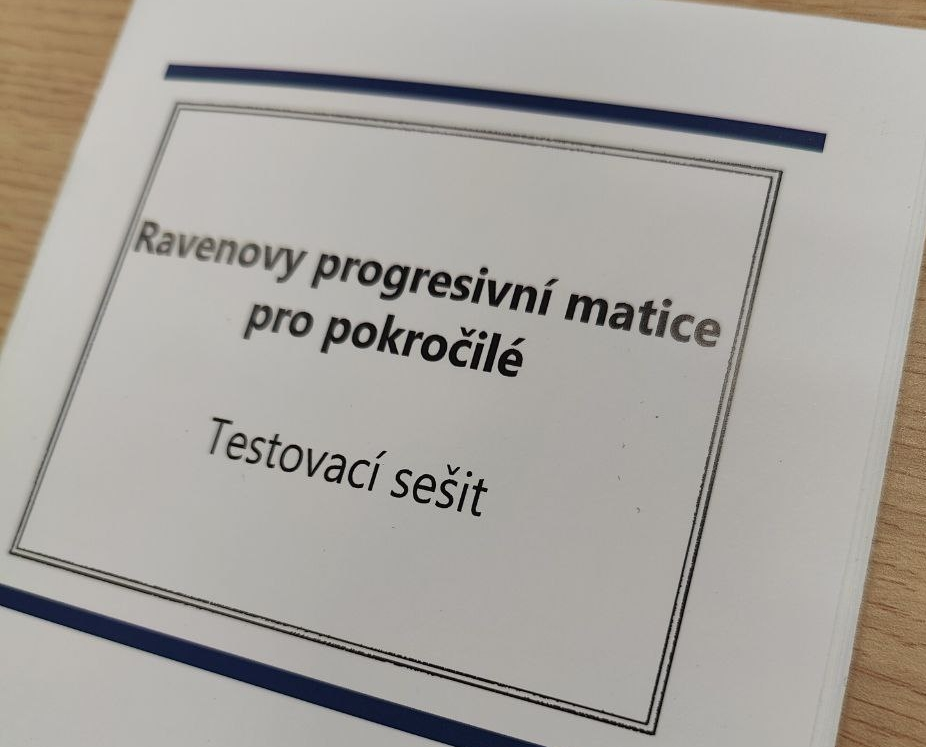
La portada d'un llibre de prova per a les matrius progressives estàndard de Raven

Les matrius progressives de Raven (sovint conegudes simplement com a matrius de Raven) o RPM són una prova no verbal que s'utilitza normalment per mesurar la intel·ligència humana general i el raonament abstracte i es considera una estimació no verbal de la intel·ligència fluida. És una de les proves més habituals que s'administra tant a grups com a individus que van des de nens de 5 anys fins a gent gran. Comprèn 60 preguntes d'elecció múltiple, enumerades per ordre de dificultat creixent. Aquest format està dissenyat per mesurar la capacitat de raonament de la persona que pren la prova, el component eductiu (" fabricació de significats ") del factor g de Spearman (el factor g sol rebre el nom d'intel·ligència general).
Les proves van ser desenvolupades originalment per John C. Raven el 1936. En cada ítem de prova, es demana al subjecte que identifiqui l'element que falta que completa un patró. Molts patrons es presenten en forma de matriu 6×6, 4×4, 3×3 o 2×2, donant nom a la prova.

## Estructura del problema

Un element de prova de coeficient intel·lectual a l'estil d'una prova de matrius progressives de Raven. Donats vuit patrons, el subjecte ha d'identificar el novè patró que falta.

Les preguntes consisteixen en un disseny geomètric visual amb una peça que falta, amb sis a vuit opcions que omplen la peça.
Les proves de matrius progressives i vocabulari de Raven es van desenvolupar originalment per utilitzar-les en la investigació dels orígens genètics i ambientals de la capacitat cognitiva. Raven va pensar que les proves que s'utilitzaven habitualment en aquell moment eren feixugues d'administrar i els resultats difícils d'interpretar. En conseqüència, es va dedicar a desenvolupar mesures senzilles dels dos components principals del factor "g" de Spearman : la capacitat de pensar amb claredat i donar sentit a la complexitat (coneguda com a capacitat educativa) i la capacitat d'emmagatzemar i reproduir informació (coneguda com a capacitat reproductiva).
Les proves de Raven d'ambdós es van desenvolupar amb l'ajuda del que més tard es coneixerà com a teoria de la resposta a l'ítem.
Raven va publicar per primera vegada les seves matrius progressives al Regne Unit el 1938. Els seus tres fills van fundar l'editorial de proves JC Raven Ltd., amb seu a Escòcia, el 1972. El 2004, Harcourt Assessment, Inc., una divisió de Harcourt Education, va adquirir JC Raven Ltd. Harcourt va ser adquirida més tard per Pearson PLC.

## Versions
Les matrius estan disponibles en tres formes diferents per a participants de diferents habilitats:
- Matrius progressives estàndard (RSPM): aquestes eren la forma original de les matrius, publicades per primera vegada el 1938. El fullet consta de cinc conjunts (A a E) de 12 ítems cadascun (p. ex., A1 a A12), amb ítems dins d'un conjunt cada cop més complexos, que requereixen una capacitat cognitiva cada cop més gran per codificar i analitzar la informació. Tots els articles es presenten amb tinta negra sobre fons blanc.[3]
- Matrius Progressives de Color (RCPM): Dissenyat per a nens de 5 a 11 anys, gent gran i persones amb discapacitat mental i física. Aquesta prova conté conjunts A i B de les matrius estàndard, amb un conjunt més de 12 elements inserits entre els dos, com a conjunt Ab. La majoria d'ítems es presenten sobre un fons de colors perquè la prova sigui visualment estimulant per als participants. Tanmateix, els últims elements del conjunt B es presenten en negre sobre blanc; d'aquesta manera, si un subjecte supera les expectatives del provador, es facilita la transició als conjunts C, D i E de les matrius estàndard.[3]
- Matrius Progressives Avançades (RAPM): La forma avançada de les matrius conté 48 ítems, presentats com un conjunt de 12 (conjunt I) i un altre de 36 (conjunt II). Els articles es tornen a presentar amb tinta negra sobre un fons blanc i es tornen cada cop més complexos a mesura que s'avança en cada conjunt. Aquests articles són adequats per a adults i adolescents amb intel·ligència superior a la mitjana.[4][3]

A més, l'any 1998 es van publicar formes "paral·leles" de les matrius progressives estàndard i de colors. Això va ser per abordar el problema de les matrius del corb massa conegudes a la població general. Els ítems de les proves paral·leles s'han construït de manera que les taxes de solució mitjanes de cada pregunta siguin idèntiques per a les versions clàssica i paral·lela. Al mateix temps, es va publicar una versió revisada de l'RSPM - Standard Progressive Matrices Plus. Aquesta es basava en la versió "paral·lela", però, tot i que la prova tenia la mateixa durada, tenia ítems més difícils per restaurar la capacitat de la prova de diferenciar entre adolescents i adults joves més capaços que tenia l'RSPM original quan es va publicar per primera vegada. Aquesta nova prova, desenvolupada amb l'ajuda de millors arranjaments de mostreig i desenvolupaments en els procediments disponibles per implementar la teoria de la resposta a l'ítem, ha resultat tenir propietats de prova exemplars.

## Usos
Les proves es van desenvolupar inicialment amb finalitats de recerca. A causa de la seva independència de llenguatge i habilitats de lectura i escriptura, i la simplicitat del seu ús i interpretació, ràpidament van trobar una aplicació pràctica generalitzada. Per exemple, tots els participants a les forces armades britàniques a partir de 1942 van prendre una versió de vint minuts de l'RSPM, i els oficials potencials van prendre una versió especialment adaptada com a part de les Juntes de selecció de l'oficina de guerra britànica. L'administració rutinària del que es van convertir en les Matrius Progressives Estàndard per a tots els participants (reclutes) a molts serveis militars a tot el món (inclosa la Unió Soviètica) va continuar almenys fins al segle actual. Va ser reunint aquestes dades que James R. Flynn va poder situar l'augment intergeneracional de les puntuacions fora de qualsevol dubte raonable. Les publicacions innovadores de Flynn sobre els guanys de coeficient intel·lectual arreu del món han fet que el fenomen dels guanys sigui conegut com a efecte Flynn. Entre Robert L. Thorndike i altres investigadors que van precedir a Flynn a l'hora de trobar proves dels guanys de la puntuació del coeficient intel·lectual es trobava John Raven, que va informar sobre estudis amb l'RPM.
Un estudi del 2007 va proporcionar proves que els individus amb síndrome d'Asperger, un trastorn de l'espectre autista d'alt funcionament, puntuen més alt que altres individus a les proves de Raven. Un altre estudi del 2007 va trobar que les persones amb autisme clàssic de baix funcionament puntuen més en les proves de Raven que en les proves de Wechsler. A més, els individus amb autisme clàssic van donar respostes correctes al test de Raven en menys temps que els individus sense autisme, tot i que es van equivocar tan sovint com aquests últims.
Les societats d'alt coeficient intel·lectual International Society for Philosophical Inquiry (ISPE) i la International High IQ Society accepten el RAPM com a qualificació per a l'admissió. La Triple Nine Society solia acceptar les Matrius Progressives Avançades com una de les seves proves d'admissió. Encara accepten una puntuació bruta d'almenys 35 sobre 36 al Set II de la RAPM si es puntuen abans d'abril de 2014.